# أولاد علي انسابة (بني نوكا)
أولاد علي انسابة هو دُوَّار يقع بجماعة رسلان، إقليم بركان، جهة الشرق في المملكة المغربية. ينتمي الدوّار لمشيخة بني نوكا التي تضم 7 دواوير. يقدر عدد سكانه بـ 88 نسمة حسب الإحصاء الرسمي للسكان والسكنى لسنة 2004.

## روابط خارجية
- البوابة الوطنية للجماعات الترابية
- المندوبية السامية للتخطيط